# グドンプ県
グドンプ県(フランス語：Département de Goudomp)はセネガルのセディウ州の県。
県都はグドンプ。
2013年の人口は約15.6万人。
2008年に新設された。
座標: 北緯12度34分40秒 西経15度52分20秒 / 北緯12.57778度 西経15.87222度